# Autovía A-55
Die Autovía A-55 oder Autovía del Atlántico ist eine Autobahn in Spanien. Die Autobahn beginnt in Vigo und endet in Tui an der Grenze zu Portugal. Geplant ist eine Verlängerung in Richtung Norden.

## Streckenverlauf

### Abschnitte
| Position | Kurzbezeichnung des Abschnitts | Abschnitt                                           | km  | Eröffnung |
| -------- | ------------------------------ | --------------------------------------------------- | --- | --------- |
| 1        | A-55                           | Vigo-Puxeiros                                       | 11  | 1992      |
| 2        | A-55                           | Variante Puxeiros                                   | 2   | 1992      |
| 3        | A-55                           | Porriño-Tuy                                         | 13  | 1993      |
| 4        | A-55                           | Variante de Tuy und Zugang zum Puente International | 4,5 | 1992      |
| 5        | A-55                           | Puente International (Río Miño) – Grenze Portugal   | 1   | 1993      |

### Streckenführung
| Position | km  | Abschnitt                                                   | Anschluss an |
| -------- | --- | ----------------------------------------------------------- | ------------ |
| 1        |     | Plaza de España (VIGO)                                      |              |
| 2        | 2   | Naia-Sárdoma-Moledo                                         |              |
| 3        |     | Bembrive-Beade                                              |              |
| 4        | 3   | Beade-Segade                                                |              |
| 5        | 4   | Bembrive-Beade-Segade                                       |              |
| 6        | 5   | Meixoeiro A Gandariña (Krankenhaus)                         |              |
| 7        | 6   | Universität Cabral                                          |              |
| 8        | 7/8 | Pontevedra-Tui                                              | AP-9         |
| 9        | 9   | Puxeiros                                                    | A-52         |
| 10       | 10  | Mos                                                         | N-120        |
| 11       | 10B | Pousada (Richtung Vigo)                                     | AP-9         |
| 12       | 10A | Tameiga (Richtung Vigo)                                     | PO-510 N-550 |
| 13       | 12  | A Rans Sanguiñeda                                           | N-550        |
| 14       | 13  | Orense                                                      | N-550        |
| 15       | 14  | Porriño                                                     | N-550        |
| 16       | 17  | Vigo – Tuy                                                  | N-550        |
| 17       | 18  | Salceda-Salvatierra                                         | N-550        |
| 18       | 21  | Industriegebiet                                             | N-550        |
| 19       | 22  | O Casal                                                     | N-550        |
| 20       | 23  | Santa Comba                                                 | N-550        |
| 21       | 24  | As Gándaras                                                 | N-550        |
| 22       | 26A | Tui (nord)                                                  | N-550        |
| 23       | 26B | Vigo – Tui                                                  | AP-9         |
| 24       | 29  | Tui (west) – Gondomar                                       | PO-340       |
| 25       | 29A | Gondomar (Richtung Vigo)                                    | PO-340       |
| 26       | 29B | Tui (west) (Richtung Vigo)                                  | PO-340       |
| 27       | 30  | Tuy-A Guarda (Provinz Pontevedra)-Portugal                  | PO-552 N-551 |
| 28       |     | Provinz Pontevedra (Galicien) Autovía Vigo-Tuy A-55         |              |
| 29       |     | Grenze Spanien/Portugal                                     |              |
| 30       |     | Distrikt Viana do Castelo Autostraße Oporto – Valença (A-3) |              |

## Größere Städte an der Autobahn
- Vigo
- Tui